# 愛上花豹女
《愛上花豹女》，2015年緯來電視網自製的電視電影，由威廉、六月、柯淑勤主演。於2015年6月27日開拍，2015年7月11日殺青。預計2016年1月3日上檔。

## 播出時間

### 首播
| 頻道       | 所在地 | 開播日期     | 播放時間   |
| ---------- | ------ | ------------ | ---------- |
| 緯來電影台 | 臺灣   | 2016年1月3日 | 周日21：00 |

### 重播
| 頻道       | 所在地 | 開播日期 | 播放時間 |
| ---------- | ------ | -------- | -------- |
| 緯來電影台 | 臺灣   |          |          |

## 故事大綱
我只要看到女人的酥胸，就會流鼻血。我有病，對不對？25歲的強尼向心理諮商師馬克訴說著自己的苦惱。 強尼在好朋友王子與公主開的烘焙教室工作，他嚮往著家的幸福，也捨不得在三個月後要離開他們去義大利學烘焙。直到強尼見到臨時找來烘焙教室教學的烘焙達人瑪莉後，他的人生就此轉彎。 離婚多年的瑪莉感受到強尼帶給她的感覺，卻因年齡的差距而猶豫不已，好友孟潔鼓勵瑪莉勇敢的一口將小鮮肉吃下去。王子再三警告強尼，像瑪莉這樣熟女愛嫩男的「花豹女」，要是冷不防伸出爪子來，可是會像花豹一樣抓花男人的臉。但強尼已下定決心，他要追求屬於他的幸福。

## 演員列表

### 主要演員
| 演員   | 角色   | 介紹 |
| 威廉   | 何翰強 | 二十五歲，小鮮肉，又名強尼，喜歡瑪莉但不被媽媽接受，後去義大利讀書半年，回國後跟瑪莉在一起。               |
| 六月   | 方瑪莉 | 四十歲，孟潔之友。喜歡強尼卻無法在一起，強尼出國後才發現懷有他的孩子，最終與強尼在一起。                   |
| 柯淑勤 | 何孟潔 | 五十歲，瑪莉之友、翰強之母。鼓勵瑪莉找小鮮肉在一起，卻無法接受瑪莉與自己的兒子交往，最後釋懷希望他們幸福。 |

### 其他演員
| 演員   | 角色  | 介紹 |
| 張翰   |       |      |
| 楊銘威 | 王子  |      |
| 林雨宣 | Ginny |      |
| 林欣霈 | 公主  |      |
| 馬曉豪 |       |      |
| 莊茜佳 |       |      |

### 特別演出
| 演員 | 角色 | 介紹 |

## 電視劇歌曲
| 曲別 | 歌名 | 演唱者 | 作詞 | 作曲 |
|      |      |        |      |      |

## 製作團隊
- 出品公司：緯來電視網股份有限公司
- 總策劃：林嘉莉
- 監　製：辛建忠
- 製作公司：二月二文化製作
- 製作人：謝育秀、廖天駿
- 導　演：李鼎
- 副導演：劉玲均、邱逸萍
- 編　劇：

## 外部連結
- 《愛上花豹女》官網 （页面存档备份，存于）

## 作品的變遷
| 緯來電影台 周日21：00   | 緯來電影台 周日21：00       | 緯來電影台 周日21：00 |
| ----------------------- | --------------------------- | --------------------- |
|                         | 愛上花豹女 （2016年1月3日） |                       |
| 超級夥伴 (2015年4月5日) | 愛我請回頭 (2016年4月3日)   |                       |